# Деструкція (мистецтво)
Деструкція — термін, що позначає в творах мистецтва якість, тенденцію або рух до руйнування структури художнього цілого або, принаймні, зовнішню ілюзію (видимість) подібного руйнування.
Основною мішенню для руйнівного впливу деструкції є видимі (бажано, зовнішні) зв'язки окремих частин твору між собою, а також загальний взаємозв'язок образних і образотворчих елементів в залежності від їх конкретної функції і призначення. Звідси випливає, що деструкція (або деструктивність) — є поняття по самому своєму наміру прямо протилежне конструктивності, (але не конструкції, тобто системній побудові художнього цілого).